# Jacob Cornelisz
Jacob Cornelisz van Oostsanen (Oostzaan - c. 1470 - 1533) foi um pintor e desenhista de xilogravuras holandês, um dos primeiros grandes artistas a trabalhar em Amsterdã, na Renascença flamenga. Pouco se sabe de sua biografia e mesmo o local de nascimento é indicado pelo seu nome. Foi influenciado no início por Geertgen tot Sint Jans, e na fase madura pelos trabalhos de Albrecht Dürer. Foi um dos últimos pintores flamengos a não patentearem influência dos artistas italianos.